# Ducato di Fondi
Il ducato di Fondi è stato una piccola entità politica nata nel X secolo dal ducato di Gaeta e annessa al Regno di Sicilia nel 1140, che aveva come capitale la città di Fondi.

## Storia
Il territorio del ducato di Fondi, donato da papa Giovanni X ai signori di Gaeta nel 915, fu staccato una prima volta dal ducato di Gaeta (post 933 - ante 945) e affidato dal duca Docibile II di Gaeta al figlio Marino II. Questi tuttavia nel 978 assunse il titolo di duca di Gaeta, ripristinando temporaneamente l’unità del ducato; infatti sia lui che il figlio associato Giovanni III si definirono «consules et duces cajetani et fundani». Lo stesso Marino tra il 983 e il 984 separò definitivamente il ducato di Fondi dal ducato di Gaeta, affidandone il governo al figlio Leone (II), al quale nel 999 risulta associato il fratello Marino (III). Da Leone (II) e Marino (III) discende il ramo di Fondi dei Docibilidi, la dinastia creata dall’hypatus Docibile I di Gaeta a metà del IX secolo, che regnò ininterrottamente su Gaeta fino al 1032. Giovanni III designò lo stesso fratello Leone (II), duca di Fondi, come proprio esecutore testamentario, e alla sua morte il figlio Giovanni IV, benché fosse stato associato nel governo ducale di Gaeta per quasi vent’anni, venne affiancato dalla madre, la duchessa Emilia, e dallo stesso zio Leone (II) duca di Fondi.
Quando Pandolfo IV, principe longobardo di Capua, nel 1032 si impadronì di Gaeta segnò la fine del dominio sulla città del ramo principale della famiglia dei Docibilidi, ma il ramo cadetto di Fondi riuscì a restare al potere fino al 1140, anno in cui cedette il passo alla dinastia normanna degli Altavilla (Hauteville) insediatasi nel 1130 sul trono del Regno di Sicilia. Il comportamento dei duchi, o consoli, di Fondi verso i principi normanni di Capua fu molto prudente: Fondi non aderì, ad esempio, al patto antinormanno stretto il 1º giugno 1062 dalla duchessa Maria, vedova del duca di Gaeta Adenolfo d’Aquino, con i conti di Traetto, Maranola e Suio.
A differenza di Gaeta, non disponiamo di dati sul processo di Incastellamento nell’area del ducato di Fondi, documentato come già concluso nell’ottobre 1072, per i castra di Vallecorsa, Pastena, Acquaviva, Lenola, Ambrifi e Campodimele, solo dalla donazione del duca Littefredo (vedi sotto), mentre risale al 1099 la prima testimonianza sul castellum de Monticelli (oggi Monte San Biagio). Per la loro ubicazione questi castelli dovettero svolgere la funzione di centri di popolamento e sfruttamento agricolo delle valli montane e quella di controllo e difesa delle vie di accesso alla pianura di Fondi dalle terre longobarde, poi normanne, di Aquino e Pontecorvo. 
Molto forte fu anche il legame della dinastia di Fondi con l'abbazia di Montecassino: nel 1071/1072 il console fondano Gerardo insieme alla moglie Labinea cedette a Montecassino l'Abbazia di San Magno Fondi e diverse chiese e monasteri; in tal senso lo stesso Gerardo e il fratello Leone disposero, intorno al 1072, per il monastero di S. Onofrio in Campodimele. Contemporaneamente (1072) l’altro fratello, il duca Littefredo, espresse la volontà di donare, in caso di mancanza di prole, la sua quota, un terzo, della terra Fundana, cioè della città di Fondi e dei castelli di Acquaviva, Vallecorsa, Ambrifi, Pastena, Lenola, Campodimele e Vetera, mantenendone l’usufrutto vita natural durante. Da tale donazione si arguisce che i duchi di Fondi nell’XI secolo, pur trasmettendo il dominio a più membri della famiglia, cercarono di impedire il sorgere di centri di potere autonomi e di mantenere indiviso il controllo sulla terra Fundana. Ottone, abate di Montecassino dal dicembre 1105 al 1º ottobre 1107, anno della sua morte, appartenne a questa nobilissima prosapia dei consoli di Fondi. 
Il console Leone di Fondi (ca. 1105 - ca. 1125), è citato insieme al vescovo Benedetto nella commemorazione liturgica che chiude l'Exultet della cattedrale fondana di S. Pietro. È identificabile con il Leo Fundanus comes, che nel 1105 prese parte alle lotte per il potere tra Guglielmo di Blosseville, ex duca di Gaeta, e Riccardo dell’Aquila, che da un anno governava il ducato gaetano. Lo stesso personaggio, chiamato Leo Fundanus consul, figura tra i dilecti barones venuti a Capua nel febbraio 1117, quando il principe di Capua Roberto (I) restituì al Monastero cassinese il castello di Suio. Da un atto del novembre del 1117, in cui è detto baiulus Fundane civitatis, Leone risulta aver già associato nel governo di Fondi il figlio Pietro (Petrus Leonis).
Gli anni 1123-1124 rappresentarono uno snodo critico per le sorti della dinastia dei Docibilidi di Fondi. I predetti consoli, Leone e Pietro di Leone, furono vittime di un complotto ordito dal duca normanno di Gaeta, Riccardo di Carinola, con la complicità del signore del castello di Pico, Riccardo Pignardo, il quale li invitò a Pico per un banchetto, li imprigionò e li consegnò poi a Riccardo di Carinola. Per ordine di papa Callisto II, indignato del misfatto, l’abate cassinese Oderisio II mosse in armi contro Pico e alla fine espugnò la rocca del castrum (anno 1124) liberando i prigionieri. Il tranello teso ai due consoli di Fondi potrebbe rientrare in un piano espansionistico del nuovo duca di Gaeta (dal luglio 1121), il normanno Riccardo di Carinola, a spese dei signori delle città limitrofe. Con un progetto di restaurazione del potere ducale ben si accorda anche il tentativo di “normannizzare” il dominio sulle terre settentrionali dell’antico ducato di Gaeta, assoggettando Fondi e Itri ed estromettendo così gli ultimi discendenti dell’ipato Docibile: un disegno fallito nel caso del ducato fondano, grazie al decisivo aiuto di papa Callisto II e dell’abate-soldato Oderisio II di Montecassino. Una volta riacquistata la libertà, il console Leone di Fondi e il figlio Pietro a Pasqua del 1125 si recarono a Montecassino, dove furono accolti con grande onore. In quell’occasione, chiesero e ottennero dall’abate un dono di 50 libbre e un prestito di altre 50, da restituire entro un anno; a loro volta, confermarono all'Abbazia il pieno possesso dei monasteri e degli altri beni situati in terra sua (cioè nella terra Fundana), che erano stati donati all’Abbazia e, in particolare, dei monasteri di S. Magno, di S. Onofrio (in Campodimele), S. Elia in Ambrifi, S. Martino in Lenola e S. Martino in Tyrille (presso Ambrifi). Promisero, inoltre, di non interferire nell’elezione dei prepositi di quei monasteri e di offrire ogni anno un pranzo ai monaci cassinesi.
È possibile pensare che uno dei fattori di forza del ducato di Fondi, compagine territorialmente modesta, fosse a metà del XII secolo la sua sostanziale unità politica: nella già citata donazione di Littefredo non si fa parola dei castra di Sperlonga, che tuttavia nel 1028 riconosceva l’autorità dei consoli fondani, e di Monticelli (ora Monte San Biagio), contiguo a Fondi e attestato per la prima volta in un documento datato 1099. Forse i due castra, situati ai confini della terra Fundana con Gaeta (Sperlonga) e con Terracina (Monticelli), prima della donazione di Littefredo erano passati ad altri membri della famiglia, in ossequio a una prassi che nell’XI secolo provocò la frammentazione e l’indebolimento del ducato di Gaeta. L’adozione di un modello unitario di governo del ducato di Fondi, anche a costo di qualche compromesso territoriale, unita alla convergenza di interessi con Montecassino, fece sì che il console Leone e il figlio Pietro di Leone superassero senza apparenti contraccolpi la crisi del 1123-1125. In cambio dei benefici ricevuti, essi rinsaldarono i legami con l’Abbazia: nel Necrologio del Codice Cassinese 47, alla data 14 giugno, è annotata la commemorazione di Leo consul et mo(nachus), cioè del console Leone di Fondi, che potrebbe aver vestito l’abito monastico o trovato accoglienza nella fraternitas laica di Montecassino; di Leone non si trova per ora notizia a partire dal 1125.
Qualche anno dopo un Petrus Leonis de Fundis sottoscrive l’atto del 27 settembre 1130 con cui a Benevento l’antipapa Anacleto II concede a Ruggero II d’Altavilla la corona di Sicilia: il suo nome segue quelli di due fratelli, Giovanni e Ruggero Pierleoni, e di due nipoti del papa. Per gli editori del Codex diplomaticus Cajetanus si tratterebbe del console fondano Pietro di Leone, mentre Gregorovius e Palumbo ne suggeriscono incidentalmente la discendenza da un ramo collaterale dei Pierleoni di Roma. A favore della prima ipotesi milita il dato certo del già citato console di Fondi chiamato Petrus domini Leonis filius, del quale è noto il debito di gratitudine verso Montecassino, decisamente schierata a fianco di Anacleto II; egli avrebbe potuto trarre indubbi vantaggi da una tempestiva adesione, con il patronato dell’Abbazia, alla ripresa della collaborazione tra il papato e Ruggero II, evitando le conseguenze negative che un sensibile rafforzamento della monarchia normanna avrebbe avuto sulle sorti del suo già atipico dominio su Fondi. La seconda ipotesi, invece, manca per ora di qualsiasi supporto che giustifichi il radicamento di un Pierleoni nel ducato fondano. Comunque, nel marzo 1138 Pietro di Leone governa ancora, ma da solo, in qualità di consul civitatis Fundorum e di dominator castri Spelunce: di lui si trova l’ultima menzione nel giugno 1140, quando porta ancora l’antico titolo di console, dominator et rector Fundane civitatis.                                                                                                                                                                                                                                                                      La dinastia dei Docibilidi del ramo fondano dovette cedere il posto alla famiglia normanna dei dell'Aquila, conti di Fondi proprio nel 1140, con la piena affermazione della monarchia di Ruggero II d'Altavilla: Un atto del settembre 1144, rogato a Itri, attesta che il normanno Goffredo dell’Aquila era il primo conte di Fondi.